# Suzuki GSR 750
Suzuki GSR 750 je motocykl kategorie nakedbike, vyvinutý firmou Suzuki, vyráběný od roku 2011.

## Historie modelu
Motor je původem ze supersportu Suzuki GSX-R 750 z roku 2005. Do určité míry jsou předchůdci modelu GSX 750 Inazuma a řada Suzuki Bandit, o několik let dříve se již vyráběl model Suzuki GSR 600. Oproti GSR 600 je více sportovněji zaměřená.
Výhodou je zajímavý design, ovladatelnost a vyvážený podvozek.
Konkurenci představují Yamaha FZ8 a Kawasaki Z 750R.

## Technické parametry
- Rám: ocelový z trubkových nosníků
- Suchá hmotnost: 197 kg
- Pohotovostní hmotnost: 210 kg
- Maximální rychlost:
- Spotřeba paliva: 5,9 l/100 km